# Don't Smile at Me
Don't Smile at Me (estilizado em letra minúscula) é o extended play (EP) de estreia da cantora estadunidense Billie Eilish. Foi lançado nos formatos download digital e transmissão digital em 11 de agosto de 2017 atraves da Interscope Records, e contém vários de seus singles lançados entre os anos de 2015 e 2017, incluindo "Ocean Eyes", "Bellyache", "Watch", "Copycat" e "Idontwannabeyouanymore". A faixa "My Boy" foi usada no quarto episódio da terceira temporada da série de televisão americana Shadowhunters. Eilish havia gravado outra música para o programa; intitulada "a lil' bit of that", mas devido ao vazamento da demo que continha a faixa, Billie abandonou o projeto.

## Singles
"Ocean Eyes" foi lançado em 18 de novembro de 2016 na SoundCloud; em 2017, dois anos depois, ele foi incluído no EP Don't Smile at Me como o single principal. "Bellyache" foi lançado como o segundo single do EP em 24 de fevereiro de 2017. "Watch" foi lançado como o terceiro single do EP em 30 de junho de 2017. "Copycat" foi lançado como o quarto single do EP em 14 de junho de 2017.
"Idontwannabeyouanymore" foi lançado como o quinto single do EP em 21 de julho de 2017. "My Boy" foi lançado em 28 de julho de 2017, como o sexto single do EP. "&Burn", com Vince Staples, foi lançado como o sétimo single do EP em 17 de dezembro de 2017.
"Party Favor" foi lançado como um single de vinil de 7 polegadas em 21 de abril de 2018. É o oitavo single do EP, e o lado B é uma capa de "Hotline Bling" de Drake.
Um videoclipe foi lançado para "Hostage" em 11 de julho de 2018 e recebeu uma indicação para Melhor Cinematografia no MTV Video Music Awards de 2019 .

## Recepção crítica
Don't Smile at Me recebeu críticas positivas de críticos de música. Kristin Smith, da PluggedIn, disse sobre o álbum: "Uma fusão de vários gêneros, sons e estilos, essas nove faixas capturam a perspectiva e a personalidade inegavelmente envolventes da jovem cantora. Ouvimos as confissões honestas de um adolescente que conheceu desgosto, ódio e amor. Don't Smile at Me é sonhador e deprimente, encantador e assombrado. Ele merece elogios e cuidado." Nicole Almeida, da revista Atwood, comentou: "O título de estreia do EP de Billie Eilish, de dezesseis anos: Don't Smile at Me. É uma ordem direta, uma declaração poderosa, uma declaração que sai da boca de alguém que sabe quem ela é, o que ela gosta e o que não gosta e que não joga segundo as regras de ninguém. O título incorpora perfeitamente a força e a ambição do EP de estreia de Eilish e da própria Eilish como artista".

## Lista de faixas
Todas as faixas escritas e compostas por Billie Eilish e Finneas O'Connell, exceto onde citado. Todas as faixas produzidas por Finneas O'Connell, exceto onde indicado. 
| Don't Smile at Me |                                          |         |  |
| N.º               | Título                                   | Duração |  |
| 1.                | "Copycat"                                | 3:13    |  |
| 2.                | "Idontwannabeyouanymore"                 | 3:23    |  |
| 3.                | "My Boy"                                 | 2:50    |  |
| 4.                | "Watch" (Escrito por: F. O'Connell)      | 2:58    |  |
| 5.                | "Party Favor"                            | 3:25    |  |
| 6.                | "Bellyache"                              | 3:00    |  |
| 7.                | "Ocean Eyes" (Escrito por: F. O'Connell) | 3:20    |  |
| 8.                | "Hostage"                                | 3:48    |  |
| Duração total:    | Duração total:                           | 26:00   |  |

| Reedição de dezembro |                                                                          |         |  |
| N.º                  | Título                                                                   | Duração |  |
| 9.                   | "&Burn" (com Vince Staples) (Escrito por: F. O'Connell, Vincent Staples) | 3:00    |  |
| Duração total:       | Duração total:                                                           | 29:00   |  |

| Faixas bônus da edição japonesa | |         |  |
| N.º                             | Título                                                                                                 | Duração |  |
| 9.                              | "&Burn" (com Vince Staples) (Escrito por: F. O'Connell, Staples)                                       | 3:00    |  |
| 10.                             | "Lovely" (com Khalid) (Escrito por: B. O'Connell, F. O'Connell, Robinson)                              | 3:20    |  |
| 11.                             | "Bitches Broken Hearts" (Escrito por: B. O'Connell, F. O'Connell, Fenn; producers: F. O'Connell, Fenn) | 2:56    |  |
| 12.                             | "Bellyache" (Marian Hill remix)                                                                        | 3:41    |  |
| 13.                             | "Copycat" (Sofi Tukker remix)                                                                          | 3:31    |  |
| 14.                             | "MyBoi" (TroyBoi remix)                                                                                | 3:19    |  |
| Duração total:                  | Duração total:                                                                                         | 45:07   |  |

Notas
- Todas as faixas são estilizadas em minúsculas, exceto "Copycat", estilizado em  maiúsculas, e "MyBoi".[13]
- "&Burn" é uma versão remixada de "Watch".[14]

## Desempenho comercial
Don't Smile at Me se tornou um sucesso nos Estados Unidos, estreando no número 185 na Billboard 200 dos EUA durante um mês e meio após seu lançamento. Ele entrou no top 100 na semana que terminou em 31 de maio de 2018, sua 21ª semana na lista, no número 97 com 7.000 unidades. Atingiu o top 40 na semana que terminou em 28 de julho no número 38, com 12.000 unidades comercializadas, incluindo 10.000 transmissões digitais, antes de atingir o número 14 em sua 56ª semana de gráficos, na semana que terminou em 26 de janeiro de 2019. Em abril de 2019, o álbum ganhou 947.000 unidades equivalentes a álbuns nos Estados Unidos. Também gerou mais de 1,2 bilhão de transmissões digitais sob demanda para suas faixas.
| Tabela musical (2019)                   | Melhor posição |
| --------------------------------------- | -------------- |
| Alemanha (GfK Entertainment Charts)     | 41             |
| Austrália (ARIA Charts)                 | 6              |
| Áustria (Ö3 Austria Top 40)             | 23             |
| Bélgica (Ultratop 50 Flandres)          | 10             |
| Bélgica (Ultratop 40 Valônia)           | 44             |
| Canadá (Canadian Albums Chart)          | 10             |
| Croácia (HDU)                           | 11             |
| Dinamarca (Tracklisten)                 | 11             |
| Escócia (OCC)                           | 51             |
| Eslováquia (IFPI Slovenská Republika)   | 9              |
| Espanha (PROMUSICAE)                    | 12             |
| Estados Unidos (Billboard 200)          | 14             |
| Estados Unidos (Top Alternative Albums) | 1              |
| Estônia (Eesti Singlid Tipp-40)         | 1              |
| Finlândia (IFPI Finlândia)              | 4              |
| França (SNEP)                           | 91             |
| Grécia (IFPI Grécia)                    | 32             |
| Irlanda (IRMA)                          | 4              |
| Islândia (Íslenski Listinn Topp 40)     | 9              |
| Itália (FIMI)                           | 61             |
| Letônia (Latvijas Radio)                | 9              |
| Lituânia (AGATA)                        | 1              |
| México (AMPROFON)                       | 14             |
| Noruega (VG-lista)                      | 6              |
| Nova Zelândia (Recorded Music NZ)       | 3              |
| Países Baixos (MegaCharts)              | 10             |
| Polônia (ZPAV)                          | 17             |
| Portugal (AFP)                          | 13             |
| Reino Unido (UK Albums Chart)           | 12             |
| República Checa (IFPI Česká Republika)  | 9              |
| Suécia (Sverigetopplistan)              | 4              |
| Suíça (Schweizer Hitparade)             | 25             |

| Tabela musical (2010–19)       | Posição |
| ------------------------------ | ------- |
| Estados Unidos (Billboard 200) | 53      |

| Tabela musical (2018)               | Posição |
| ----------------------------------- | ------- |
| Austrália (ARIA)                    | 94      |
| Bélgica (Ultratop 50 Flandres)      | 124     |
| Estados Unidos (Billboard 200)      | 92      |
| Estados Unidos (Alternative Albums) | 15      |
| Estônia (IFPI)                      | 16      |
| Nova Zelândia (RMNZ)                | 18      |
| Reino Unido (OCC)                   | 82      |
| Suécia (Sverigetopplistan)          | 51      |
| Tabela musical (2019)               | Posição |
| Austrália (ARIA)                    | 17      |
| Áustria (Ö3 Austria Top 40)         | 47      |
| Bélgica (Ultratop 50 Flandres)      | 20      |
| Bélgica (Ultratop 40 Valônia)       | 130     |
| Canadá (Canadian Albums Chart)      | 15      |
| Dinamarca (Hitlisten)               | 32      |
| Estados Unidos (Billboard 200)      | 16      |
| Estados Unidos (Alternative Albums) | 2       |
| França (SNEP)                       | 173     |
| Irlanda (IRMA)                      | 13      |
| México (AMPROFON)                   | 79      |
| Nova Zelândia (Recorded Music NZ)   | 11      |
| Países Baixos (MegaCharts)          | 18      |
| Reino Unido (UK Albums Chart)       | 18      |
| Suécia (Sverigetopplistan)          | 13      |

| Região | Certificação | Vendas     |
| --- | ------------ | ---------- |
| Austrália (ARIA) | Platina      | 70,000‡    |
| Áustria (IFPI Áustria) | Ouro         | 7,500‡     |
| Canadá (Music Canada) | Platina      | 80,000‡    |
| Dinamarca (IFPI Dinamarca) | Platina      | 20,000‡    |
| Estados Unidos (RIAA) | Platina      | 1,000,000‡ |
| França (SNEP) | Ouro         | 50,000‡    |
| Itália (FIMI) | Ouro         | 25,000*    |
| México (AMPROFON) | Platina+Ouro | 90,000‡    |
| Nova Zelândia (RMNZ) | 2× Platina   | 30,000‡    |
| Portugal (AFP) | Ouro         | 7,500*     |
| Reino Unido (BPI) | Platina      | 300,000‡   |
| Singapura (RIAS) | Ouro         | 5,000*     |
| *vendas baseadas apenas na certificação ^distribuições baseadas apenas na certificação ‡vendas+valores de streaming baseados apenas na certificação |              |            |